# Proxima Magazine
Proxima Magazine je časopis pro uživatele počítačů Sinclair ZX Spectrum, Didaktik (a kompatibilní) a PC. Vydavatelem byla společnost Proxima - Software. Společnost časopis začala vydávat poté, co předala vydávání časopisu ZX Magazín Zbyňku Vanžurovi. První číslo časopisu vyšlo 31. října 1995. Časopis vycházel do roku 1996, vyšlo pouze šest čísel časopisu. O ukončení vydávání časopisu informoval časopis Your Spectrum. Časopis měl vycházet 8× ročně. Ke každému číslu byly vydávány čtyři programové přílohy, dvě pro počítače Sinclair ZX Spectrum a dvě pro počítače PC. Tyto přílohy bylo nutné nejprve dodatečně objednat, od čísla 1/96 je bylo možné i předplatit.
Důvodem zániku časopisu byl nezájem o časopisy, které by se věnovaly kromě počítačů PC i dalším značkám. Ze stejného důvodu bylo ukončeno i vydávání časopisu Bit, některé jiné časopisy, např. Score a Excalibur se přeorientovaly z multiplatformního časopisu na časopis věnující se pouze počítačům PC.

## Obsah časopisu
Obsah časopisu články zaměřené na počítače PC a počítače ZX Spectrum. Jelikož se nejedná o herní časopis, je recenzím her a návodům ke hrám věnována pouze část časopisu. Část časopisu obsahuje návody k užitkovým programům, popisu hardware a kurzy programování. V časopise je také zařazena Listárna, která je určena pro odpovědi na dotazy čtenářů, a burza pro inzeráty čtenárů.